# Gruppe ArbeiterInnenmacht

Logo

Die Gruppe ArbeiterInnenmacht (bis 2017 Gruppe Arbeitermacht), kurz ArbeiterInnenmacht, ist eine trotzkistische Organisation und die deutsche Sektion der Liga für die Fünfte Internationale. 

## Geschichte
Ihre Ursprünge hat die Gruppe im Spartacusbund (SpB), der sich 1982 auflöste. Eine Fraktion die mit der britischen Organisation Workers Power in Kontakt stand, gründete die Gruppe Arbeitermacht (GAM). Diese beiden Gruppen, sowie die Irish Workers Group in Irland und Pouvoir Ouvrier in Frankreich, schlossen sich zur Bewegung für eine Revolutionäre Kommunistische Internationale zusammen. Schnell gewannen sie Unterstützer aus Österreich, Peru und Bolivien hinzu und nannten sich fortan Liga für eine Revolutionäre Kommunistische Internationale. Daraufhin kamen Gruppen in Neuseeland, Australien, Schweden und Tschechien hinzu. 2003 verabschiedeten sie ein neues Programm und nannten sich zur Liga für die Fünfte Internationale (L5I) um.
2009 schlossen sich weitere Organisationen an wie Workers Power (US), die Revolutionär-Sozialistische Bewegung (Worker Power Pakistan) und die SPSL (Sozialistische Partei Sri-Lankas, einer Linksabspaltung der CWI).
Mitte der 2000er spaltete sich ein Teil der GAM und die Mehrheit der Jugendorganisation REVOLUTION ab, diese Gruppe schloss sich später als Revolutionäre Internationalistische Organisation der FT-CI an.
Im Jahr 2017 erfolgte die Umbenennung in Gruppe ArbeiterInnenmacht.

## Aktivitäten
Die Gruppe gibt drei Publikationen heraus: Die Neue Internationale als Monatszeitung, die revolutionäre Frauenzeitung FIGHT zusammen mit der unabhängigen Jugendorganisation REVOLUTION und Revolutionärer Marxismus als theoretisches Organ.
Die Tätigkeit der Gruppe ArbeiterInnenmacht umfasst neben der Arbeit in Betriebs- und Sozialkämpfen, der Gewerkschaft und der Antikrisenbewegung auch weitere Interventionsfelder wie die antiimperialistische Bewegung, den Bildungsstreik und die Unterstützung der WASG (NLO-Flügel) bis zu deren Verschmelzung mit der ehemaligen PDS zur Partei Die Linke 2007. Von 2012 bis zur Auflösung 2016 beteiligte sich die GAM, zusammen mit anderen marxistischen Gruppen, an der Neuen antikapitalistischen Organisation (NaO).
Die Gruppe ArbeiterInnenmacht arbeitet an der Linken Zeitung mit – einem strömungsübergreifenden sozialistischen Medienorgan.

## Einschätzung der Verfassungsschutzbehörden
Die Organisation wurde 2005 vom Bundesamt für Verfassungsschutz als „selbst innerhalb des Linksextremismus isoliert(er) […] selbsternannte(r) Hüter trotzkistischer Orthodoxie“ beschrieben, der „Stützpunkte in immerhin einem Dutzend Städten“ habe. Ziele der Organisation seien die Entwaffnung des bürgerlichen Staats, die Errichtung einer Räteherrschaft und in letzter Konsequenz die Weltrevolution.
Nach Angaben der Abteilung Verfassungsschutz in der Senatsverwaltung für Inneres und Sport versuchte die Organisation gemeinsam mit anderen linksextremistischen Gruppen die Wahllisten der WASG Berlin für die Wahlen zum Abgeordnetenhaus von Berlin und zu den Bezirksverordnetenversammlungen im Jahr 2006 innerhalb ihrer Entrismustrategie mit eigenen Kandidaten zu unterstützen.